# Krŏng Bavĕt
Krŏng Bavĕt är ett distrikt i Kambodja.   Det ligger i provinsen Svay Rieng, i den sydöstra delen av landet, 140 km öster om huvudstaden Phnom Penh.